# Dīzīcheh
Dīzīcheh (persiska: دیزیچه) är en ort i Iran.   Den ligger i provinsen Esfahan, i den centrala delen av landet, 400 km söder om huvudstaden Teheran. Dīzīcheh ligger 1 659 meter över havet och antalet invånare är 17 966.
Terrängen runt Dīzīcheh är kuperad åt nordost, men åt sydväst är den platt.Runt Dīzīcheh är det tätbefolkat, med 427 invånare per kvadratkilometer. Närmaste större samhälle är Zarrīn Shahr, 13,0 km väster om Dīzīcheh. Trakten runt Dīzīcheh består till största delen av jordbruksmark.